# مياه الشرب المحسنة

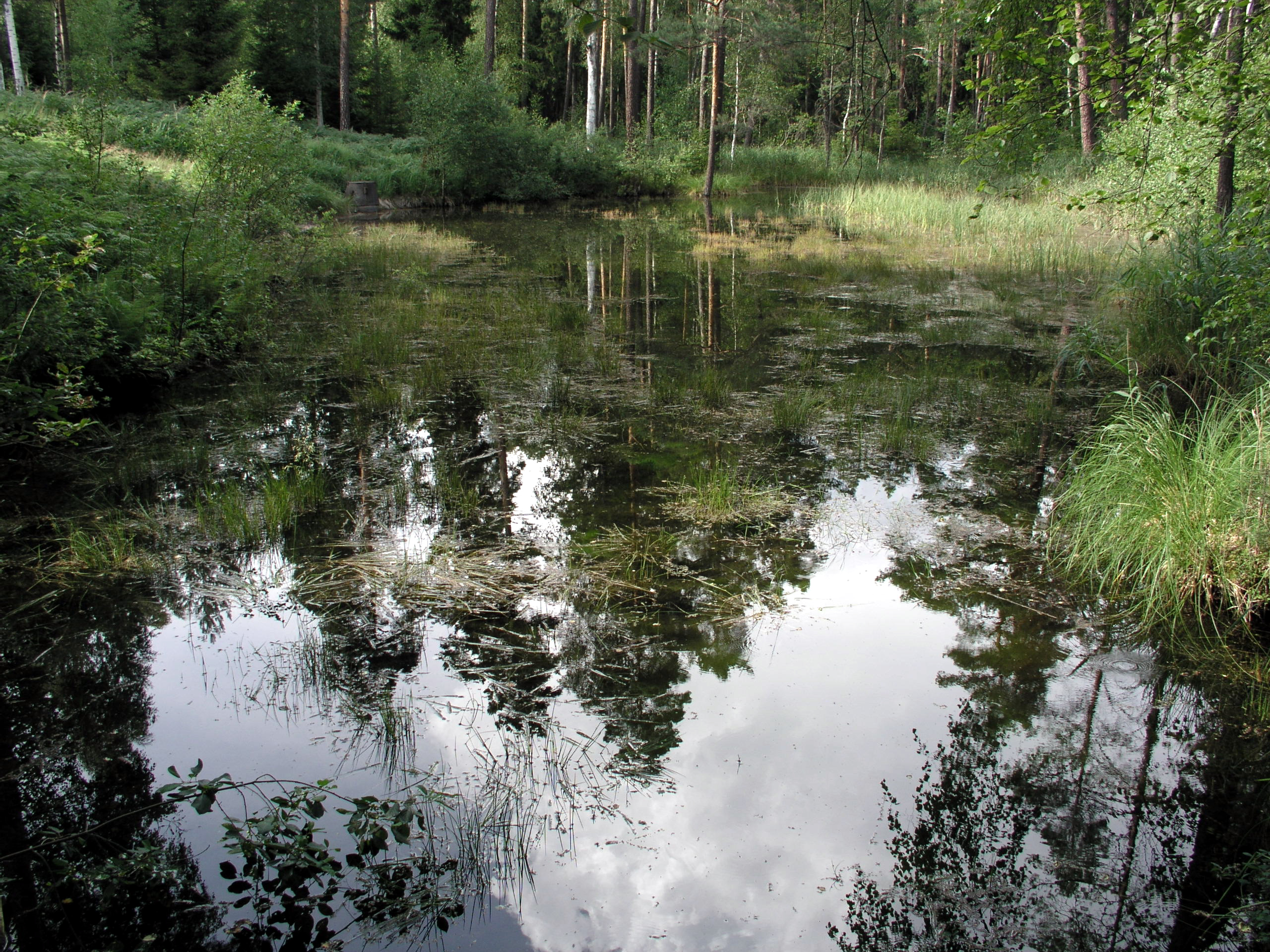
الينابيع احدى اشكال المياه الجوفية الظاهرة

مياه الشرب المحسنة أو مصدر مياه الشرب المحسّن أو إمدادات المياه المحسّنة هو مصطلح يستخدم لتصنيف أنواع أو مستويات معينة من إمدادات المياه لأغراض الرصد. يتم تعريفه كنوع من مصادر المياه التي من خلال تركيبتها أو تدخلها الفعلي، من المحتمل أن تكون محمية من التلوث الخارجي وخاصة التلوث بواسطة البراز.
صاغ المصطلح في عام 2002 من قبل برنامج الرصد المشترك لتوفير المياه والصرف الصحي لليونيسيف ومنظمة الصحة العالمية لرصد التقدم المحرز نحو تحقيق الهدف السابع من الأهداف الإنمائية للألفية من أجل التنمية.
في عام 2017، حدد برنامج الرضد مصطلحًا جديدًا يسمى «خدمة المياه الأساسية». يعترف هذا البرنامج بأن المياه صالحة للشرب بشرط ألا يتجاوز وقت جمعها 30 دقيقة لرحلة ذهابًا وإيابًا. يُطلق على المستوى الأدنى من الخدمة الآن «الخدمة المائية المحدودة»، وهي الخدمة الأساسية لكن وقت استرداد المياه يتعدى 30 دقيقة.

## المفاهيم
للتمكن من مقارنة دولية للتقديرات الخاصة برصد الأهداف الإنمائية للألفية، يحدد برنامج الرصد المشترك من أجل توفير المياه والصرف الصحي ومنظمة الصحة العالمية واليونيسيف مصادر مياه الشرب المحسنة على النحو التالي:
- أنابيب المياه في المسكن[3]
- أنابيب المياه في الفناء[3]
- الصنابير العامة /مواسير الشارع[3]
- الآبار الأنبوبية/حفر الآبار[3]
- حماية الآبار المحفورة[3]
- الينابيع المحمية (عادة جزء من إمدادات الينبوع)[3]
- نظام الحصاد المائي[3]
- المياه المعبأة، إذا تم تحسين المصدر الثانوي الذي تستخدمه الأسرة للطهي والنظافة الشخصية[3]

مصادر المياه التي لا تعتبر «محسنة» هي:
- حفر الآبار المحفورة[3]
- الينابيع غير المحمية[3]
- المياه المقدمة من الباعة[3]
- العربات مع خزان صغير[3]
- المياه المعبأة، إذا لم يتم تحسين المصدر الثانوي الذي تستخدمه الأسرة للطهي والنظافة الشخصية[3]
- شاحنة الصهريج[3]
- المياه السطحية[3]